# Confusion tragique

Confusion tragique (Switched at Birth) est un téléfilm américain en deux parties réalisé par Waris Hussein en 1991.

## Synopsis
Quelques heures après leur naissance, deux petites filles sont échangées par mégarde dans une maternité. L'une d'elles est atteinte d'une grave malformation cardiaque…

## Fiche technique
- Titre : Confusion tragique
- Titre original : Switched at Birth
- Réalisation : Waris Hussein
- Scénario : Michael O'Hara
- Sociétés de production : Columbia Pictures Television, Morrow-Heus Productions et O'Hara-Horowitz Productions
- Genre : Drame
- Durée : 186 minutes
- Pays :  États-Unis
- Date de première diffusion :  États-Unis : 28 avril 1991

## Distribution
- Bonnie Bedelia (VF : Francine Lainé) : Regina Twigg
- Brian Kerwin (VF : Guy Chapelier) : Robert Mays
- John M. Jackson (VF : Bernard Tiphaine) : Ernest Twigg
- Eve Gordon : Darlena
- Judith Hoag : Barbara Mays
- Caroline McWilliams : Lois Morehead
- Lois Smith : Margaret
- Kelli Williams : Irisa
- Ariana Richards : Kimberly Mays, de 9 à 11 ans
- Erika Flores : Arlena Twigg, de 9 à 11 ans
- Edward Asner : Ted Marx
- Beth Grant : Sophie
- Rance Howard : Frank Hill
- Vivian Bonnell : Nurse Ford
- Jacqueline Scott : Ruth Mays
- Luana Anders : Nurse Ames
- Kay Cole : Dr. Joynes
- Joseph Whipp : Dr. Peter Ter Horst
- Hal Smith : Apartment Manager
- Herb Mitchell : Dr. Marvin Cook
- Miguel Sandoval :	Dr. Benito Rojas
- Patrick Thomas O'Brien : Dr. Purchio
- Tom Middleton : Bob Mays Sr
- King Moody : Dr. Zelf
- Andrew Craig : Vendor
- Kerry Burke : Wedding Guest
- Tina Cleveland : Arlena Twigg, à 6 ans
- Roslyn Kind : Sue, Lab Technician
- LaPorsche Wormley : Tracy
- Adilah Barnes : Tracy's Mom
- Lindsey Michelle : Irisa Twigg, de 10 à 12 ans
- Allison Mack : Normia Twigg, à 6 ans
- Alyson Hannigan : Gina Twigg, de 13 à 16 ans
- John Wesley : Lester Dodge, P.I.
- Mario Machado : Philadelphia Anchor
- Patricia Allison : School Principal